# 普尔斯 (石勒苏益格-荷尔斯泰因州)
普尔斯是德国石勒苏益格－荷尔斯泰因州的一个市镇。总面积10.90平方公里，总人口607人，其中男性320人，女性287人（2011年12月31日），人口密度56人/平方公里。